# 阿祖爾 (蒙大拿州)
阿祖爾（英語：Azure）是位於美國蒙大拿州希爾縣的普查規定居民點。

## 人口
根據2020年美國人口普查的數據，阿祖爾的面積為11.65平方千米，皆為陸地。當地共有人口314人，而人口密度為每平方千米26.95人。